# ۱۱۴۵ (میلادی)

## رویدادها
- زمین‌لرزه نیشابور. در سال ۵۴۰ ق زمین لرزه‌ای با ویرانگری در منطقه حلوان ( سرپل ذهاب) روی داد و سبب دگرریختی‌های زمین در کوه‌ها شد. رباط بهروزی ویران شد و شمار بزرگی از کوچ نشینان ترکمن کشته شدند . در بغداد لرزه به شدت حس شد و زمین به هنگام جنبش چند بار شکل امواج به خود گرفت و باعث ترک خوردن برخی دیوارها شد.